# Rafle de Brive-la-Gaillarde
La rafle de Brive n'est pas une rafle à proprement parler mais l'arrestation de trois Juifs, à Brive-la-Gaillarde, le 3 avril 1944 par la Gestapo. La rafle a lieu dans la synagogue de Brive-la-Gaillarde, où se trouve le bureau de l'Union générale des israélites de France (UGIF) et le bureau national de la Société d'aide aux immigrants juifs (HIAS), replié à Brive. Les personnes arrêtées sont transférées à Drancy avant d'être déportés à Auschwitz ou à Kaunas (Lituanie) ou Reval (Estonie).

## Historique
Le 3 avril 1944, les Allemands font une rafle dans la synagogue de Brive-la-Gaillarde, au 30 Avenue Pasteur, dont le rabbin est David Feuerwerker. Ils arrêtent, le hazzan de la synagogue, Nachman Bindefeld,  et le jeune garçon, Robert Najberg, qu'il prépare à la Bar-Mitzvah, ainsi que Rose Warfman, résistante et déléguée de l'UGIF à Brive.
Robert Najberg est déporté à Auschwitz par le convoi n° 74 parti de Drancy en date du 20 mai 1944 et est assassiné à son arrivée, le 25 mai 1944,.
Rose Warfman travaille comme assistante-sociale représentante de l'UGIF (Union générale des israélites de France) au premier étage de la synagogue de Brive. Elle répond aux diverses demandes des nombreux réfugiés : aide monétaire, informations, etc. Elle délivre de plus des soins médicaux en tant qu'infirmière, à titre bénévole. 
Arrivée au camp de Drancy le 8 avril 1944, elle est déportée depuis la gare de Bobigny, par le convoi no 72, en date du 29 avril 1944, au camp de concentration d'Auschwitz puis à celui de Gross-Rosen. Elle survit à la Shoah.
Le numéro matricule de Nachman Bindefeld à Drancy est 19 615. Il est déporté depuis la gare de Bobigny par le convoi n° 73,,,,, en date du 15 mai 1944, un des rares trains provenant de France comprenant uniquement des hommes, et avec pour destination finale non pas Auschwitz, mais Kaunas en Lituanie ou Reval (aujourd'hui appelé Tallinn) en Estonie.